# Islamitisch bankieren
Islamitisch bankieren of islamitisch financieren, soms ook wel halalbankieren genoemd, is een systeem van bankieren volgens de principes van de sharia, de islamitische wetgeving. De Koran verbiedt woekerrente, maar omdat de islam geen vast leergezag kent variëren de regels over andere vormen van rente vaak per land.
In het algemeen gebiedt de sharia een zekere ethiek in handelspraktijken, vergelijkbaar met (maar verdergaand dan) de goede zeden of de openbare orde (3:40 Burgerlijk Wetboek) in het Nederlands recht. Vaak is het verboden om te handelen in financiële risico's omdat die gezien worden als een vorm van gokken. Verder zal niet belegd mogen worden in verboden zaken, zoals casino's, varkensvlees, alcohol, pornografie, etc. Maar eveneens is het niet toegestaan een contract te sluiten dat direct of indirect als onethisch kan worden gezien. Een typisch voorbeeld is short selling, dat contractueel (los van eventuele effectenrechtelijke beperkingen) in principe een geldige overeenkomst vormt. Onder de sharia is dit echter niet toegestaan. Ook alle verboden zijn terug te voeren op dit algemene verbod op onethische contracten. Hierdoor kan islamitische bankieren gezien worden als een vorm van ethisch beleggen, zoals maatschappelijk verantwoord ondernemen en groen beleggen zich positioneren als een vorm van ethisch beleggen.
Met de opkomst van onder andere de Golfstaten en Maleisië als economische machten, heeft islamitisch bankieren wereldwijd aan invloed gewonnen. Verschillende westerse banken, zoals Citibank, ABN AMRO en Goldman Sachs hebben aparte afdelingen voor islamitisch bankieren. Kuala Lumpur en Dubai zijn de belangrijkste centra van islamitisch bankieren. Islamitisch bankieren heeft sinds de jaren zeventig een groei van 10-20% per jaar geboekt.

## Essentie
Islamitisch bankieren is bankieren volgens de regels voorgeschreven door de islam. Hieruit volgen een aantal essentialia die men in principe zal moeten navolgen. Overigens kunnen de precieze regels van gebied tot gebied verschillen. Daarom zijn banken vaak geneigd voor de strengere interpretatie te kiezen, zodat zo veel mogelijk klanten van de financieringsvorm gebruik kunnen maken. Deze essentialia zijn:
- Het is verboden rente te heffen. Dit geldt zowel voor een percentage op de hoofdsom, als voor rente in natura en verhandeling van schuldpapier boven of beneden de nominale waarde;
- Bepaalde assets zijn niet toegestaan. Men moet hierbij denken aan alcohol, pornografie, wapenindustrie, en verboden voedsel zoals varkensvlees;
- Uit het verbod op gokken is afgeleid dat men in principe geen gebruik mag maken van verzekeringen en/of derivaten om risico's af te dekken;
- Ook "besmette assets" uit een van deze categorieën mogen niet verhandeld worden. Men kan daarom bijvoorbeeld niet handelen in aandelen in een bedrijf dat met rentedragend geld is gefinancierd, of aandelen in een bierbrouwer. Banken zullen dus hun haram en hun halal geldstromen zo strikt mogelijk van elkaar moeten scheiden;
- De algemene sharia-regels voor contracten zullen moeten worden gevolgd, alsmede de specifieke regels voor de contractvorm die wordt gebruikt.

Het is eveneens verboden de sharia te "omzeilen" door middel van kunstmatige constructies. Wanneer partij A 10.000 euro leent aan partij B, en partij B belooft naast terugbetaling ook ieder jaar 6% van het uitstaande bedrag aan A te schenken, dan wordt feitelijk hetzelfde bereikt als bij een bankrekening met 6% rente. Weliswaar zijn zowel het lenen van geld als het doen van beloften en schenkingen toegestaan, maar dit mag niet op een zodanige manier geschieden dat het renteverbod wordt omzeild. Dit doet denken aan het substance-over-formbeginsel, en staat in het Arabisch bekend als hila.
Zowel eventuele investeringen als de structuur van de transactie zelf moeten voldoen aan de islamitische regels. Om dit goed in de gaten te houden hebben banken vaak hun eigen moslimgeleerden, moefti's, in dienst. Tevens zijn audits nodig tijdens de looptijd van de transactie, om te onderzoeken of nog steeds voldaan wordt aan de sharia. Het orgaan dat transacties toetst aan de sharia wordt aangeduid als de Sharia Supervisory Board.

## Constructies
Islamitische banken hebben verschillende financieringsvormen ontwikkeld die voldoen aan de eisen van de islamitische regels. Aan consumenten kunnen renteloze bankrekeningen worden aangeboden. Een ander voorbeeld is de zogenaamde halalhypotheek.
Aan bedrijven kunnen musharaka-constructies worden aangeboden. De financier gaat in dit geval een joint venture aan met het bedrijf, waarbij de financier geld inbrengt en het bedrijf de productiemiddelen. De joint venture kan georganiseerd worden als een separate entiteit of SPV, die sukuk uitgeeft aan investeerders (of aan de bank zelf). Deze sukuk geven recht op een deel van de opbrengst. Wanneer de looptijd van de transactie is beëindigd, koopt de SPV de sukuk terug. Sukuk kunnen onder bepaalde voorwaarden verhandeld worden. Het rendement van een sukuk is te kwalificeren als een winstuitdeling, niet als rente.
Een andere constructie is een Mudaraba-constructie. Dit komt neer op een stille vennootschap, waarbij de ene investeert en de andere de prestatie levert.
Met de risico's die men met derivatentransacties probeert af te dekken kan men ook rekening houden door simpelweg een deel van de winst opzij te zetten als buffer. Hiermee kan men tevens (te) sterke fluctuaties in het rendement voorkomen.
In de jaren 2000 hebben banken securitisatie-achtige transactievormen ontwikkeld. Maleisië financierde hier diverse bouwprojecten mee, terwijl in 2006 toekomstige rechten uit oliewinning uit de Golf van Mexico werden gesecuritiseerd. Ook veel niet-moslims namen deel aan deze transactie.
Voorbeelden van gebruikte contractvormen zijn:
- Murabaha (cost plus);
- Musharaka (partnerschap);
- Mudaraba (partnerschap met beheerder);
- Ijara (lease);
- Istisna (projectfinanciering);
- Salam (betaling tegen latere levering);
- Sukuk (islamitische "effecten").

## Hindernissen
Islamitisch bankieren kent een aantal hindernissen waar men rekening mee dient te houden.
- Er bestaat binnen de islam geen centraal gezag, en interpretatie van de regels verschilt per gebied. Dit maakt het erg lastig om een product aan te bieden waar iedereen tevreden mee is;
- Sharia-audits zijn duur en tijdrovend;
- Veel islamitische staten zijn onvoldoende ontwikkeld voor geavanceerde financiële producten. Uitzonderingen zijn Maleisië, de Golfstaten en Turkije;
- De islamitische regelgeving en gebruikte constructies zorgen voor complicaties waardoor advocatenkantoren minder geneigd zijn om een legal opinion af te geven. Dit geeft minder zekerheid;
- Kredietbeoordelers als Moody's en Standard & Poor's staan huiverachtig tegenover toekenning van een kredietrating aan islamitische transacties, omdat hun beoordelingssysteem er niet op is ingesteld en omdat advocatenkantoren soms geen legal opinion willen afgeven;
- Niet-moslimstaten houden in hun wetgeving geen rekening met islamitische transacties. Een voorbeeld hiervan is de Nederlandse belastingwet, die geen rekening houdt met renteloze constructies;
- Het is lastig een investering 100% halal te krijgen. Men kan bijvoorbeeld in een winkelcentrum investeren wat in principe is toegestaan. Het is echter mogelijk dat nadien in dat winkelcentrum een slijterij opent waardoor de investering haram wordt. Hiervoor bestaan pragmatische oplossingen, bijvoorbeeld een percentage van het dividend aan die slijterij toerekenen en dit aan een goed doel schenken.
- Renteloze constructies bieden een geldverstrekker geen gegarandeerde winst in de vorm van intrest. Mogelijk is deze dus niet gemotiveerd om onder die voorwaarden geld uit te lenen. Een oplossing is om hem dan een winstdeel in het vooruitzicht te stellen; hij wordt derhalve zelf 'een beetje ondernemer'. Ook dit past in de doctrine van de sharia.
- Een verondersteld nadeel van renteloze constructies is dat het wanbetaling zou vergemakkelijken. In de praktijk wordt er echter een boetebeding vastgelegd in het contract. De debiteur is dan, in geval van een achterstallige betaling, verplicht om een donatie aan een goed doel te schenken. Doordat dit wettelijk afdwingbaar is, mag de crediteur uitgaan van een preventieve werking. Overigens schrijft de sharia voor dat ondernemer en geldverstrekker bij problemen om de tafel gaan zitten om tot een oplossing te komen. Zekerheidsrechten worden erkend, maar deze zonder overleg ten uitvoer leggen gaat tegen het ethisch principe van de sharia in.[4][5]

## Enkele belangrijke begrippen
- Fikh: islamitische rechtswetenschap, jurisprudentie
- Gharar: speculatie, is verboden
- Hila: het omzeilen van de islamitische regels door middel van kunstmatige constructies
- Idshara: huren, meestal gebruikt voor leasen
- Musharaka: ~ durfkapitaal
- Riba: woekerrente
- Sakk, meervoud sukuk: waardepapier met betrekking tot een islamitische transactie
- Sharia: het (goddelijk geïnspireerde) recht